# Nordsydbanan
| Straight track | Unknown BSicon "ABZg+l" | Unknown BSicon "STR+r" |  |

| Straight track | Straight track | Unknown BSicon "tSTRa" |  |

| Unknown BSicon "INT-L" | Unknown BSicon "INT-R" | Unknown BSicon "tABZg+l" |  |

| Unknown BSicon "tSTRa" | Unknown BSicon "tSTRa" | Unknown BSicon "tBHF" |  |

| Unknown BSicon "tSTR" | Unknown BSicon "tBHF" | Unknown BSicon "tSTRe" |  |

| Unknown BSicon "tINT-L" | Unknown BSicon "tINT-R" | Unknown BSicon "tSTRa" |  |

| Unknown BSicon "tSTRe" | Unknown BSicon "tSTRe" | Unknown BSicon "tBHF" |  |

| Straight track | Station on track | Unknown BSicon "tSTRe" |  |

| Unknown BSicon "INT-L" | Unknown BSicon "INT-R" |  |  |

Nordsydbanan (Jonction Nord-Midi, Noord-Zuidverbinding) är en järnvägssträcka delvis i tunnel under centrala Bryssel i Belgien som invigdes 1952. Sträckan är  3,8 km lång och trafikeras av pendeltåg, regionaltåg och fjärrtåg. Tunneln som är  1,9 km lång och har sex spår, är världens mest trafikerade järnvägstunnel då den passeras av ca 1200 tåg per dag. Linjen förbinder de största järnvägscentralerna i Bryssel såsom Bryssel Nord, Bryssel centralstation och Bryssel Syd. Inne i tunneln ligger Bryssel centralstation samt Congrès station. Järnväg ansluter från Bryssel Nord till tunnlar mot Schuman och Luxembourg station.

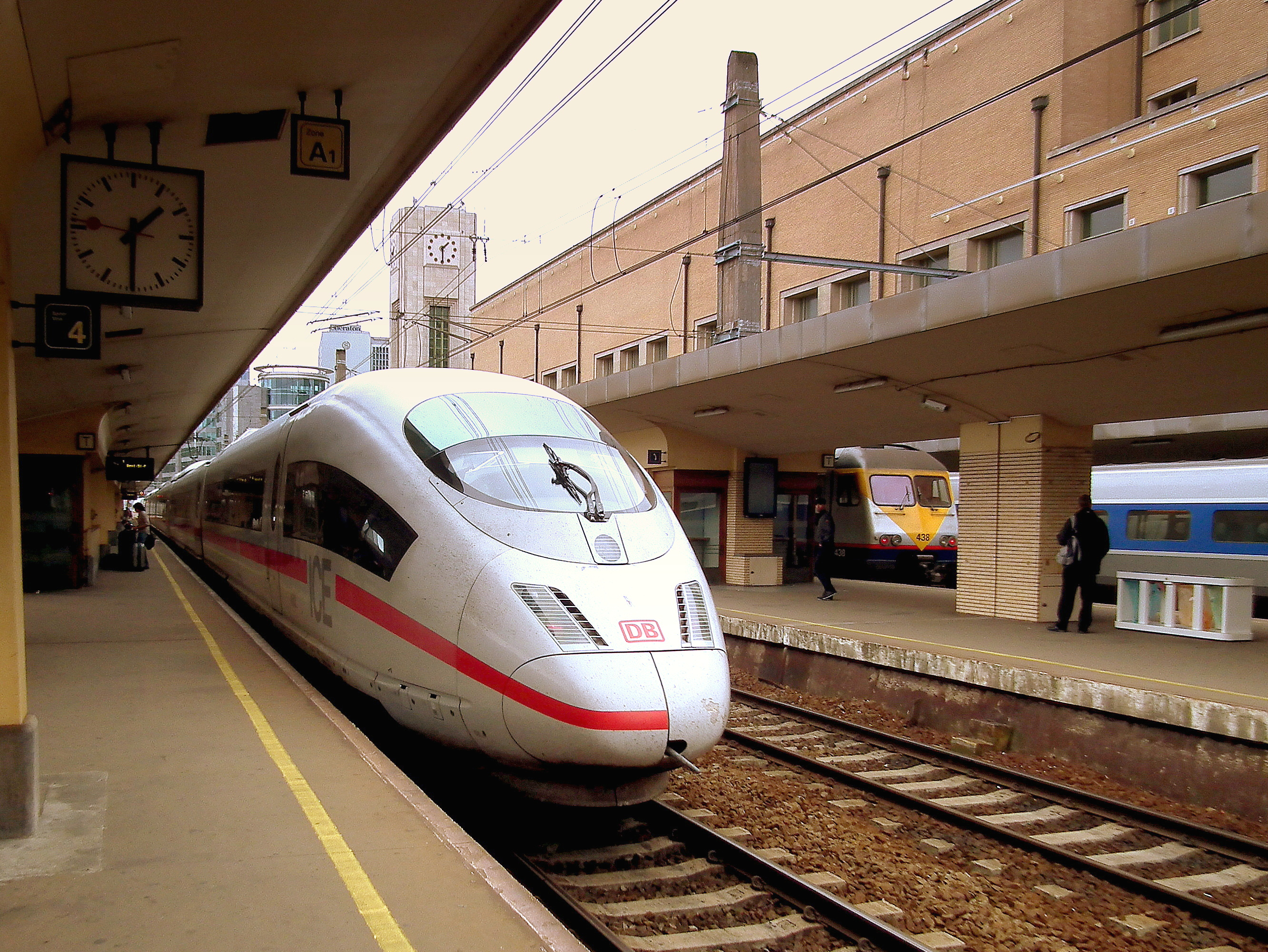
Bryssel Nord
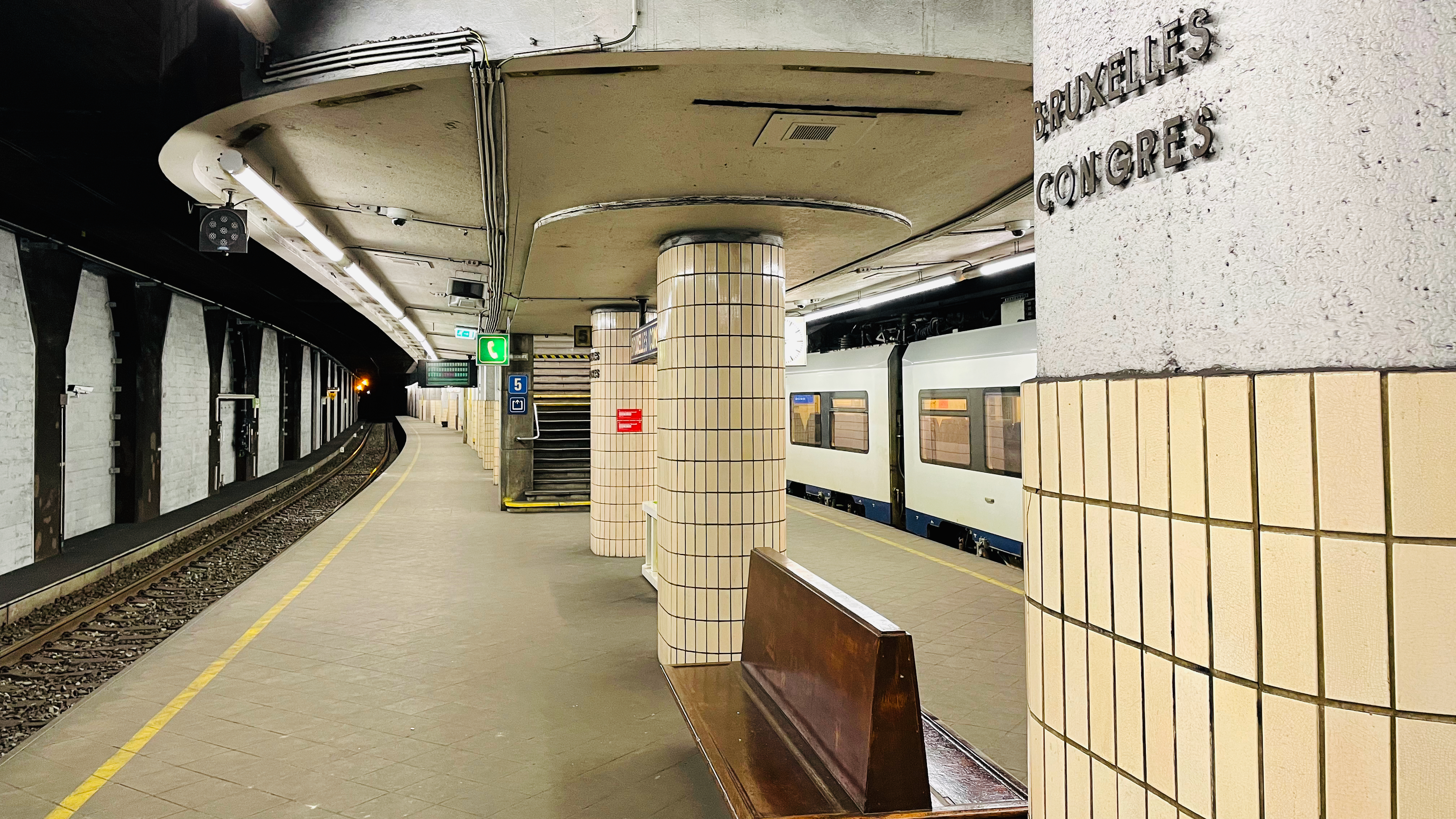
Congrès
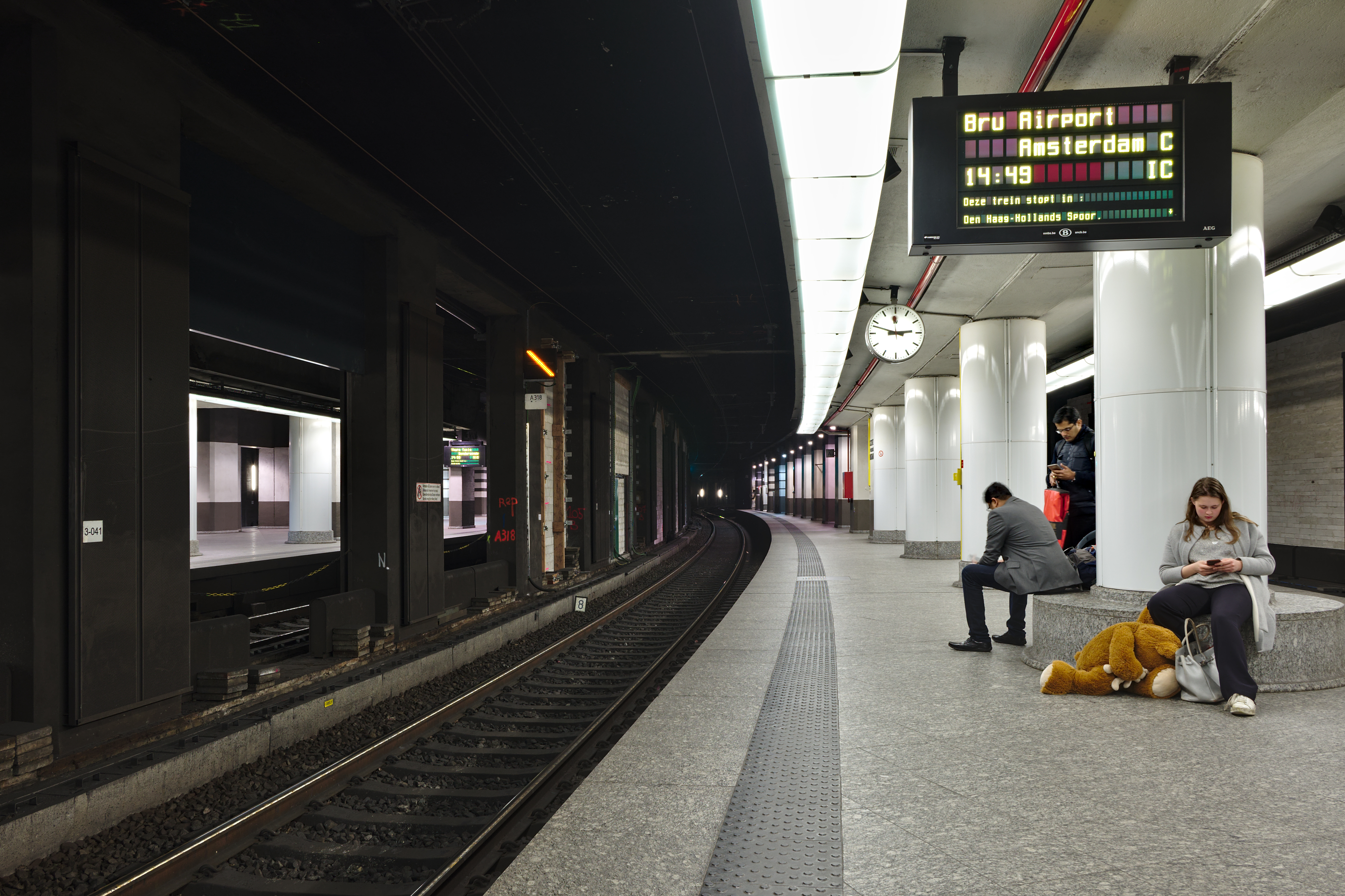
Bryssel Centralstation
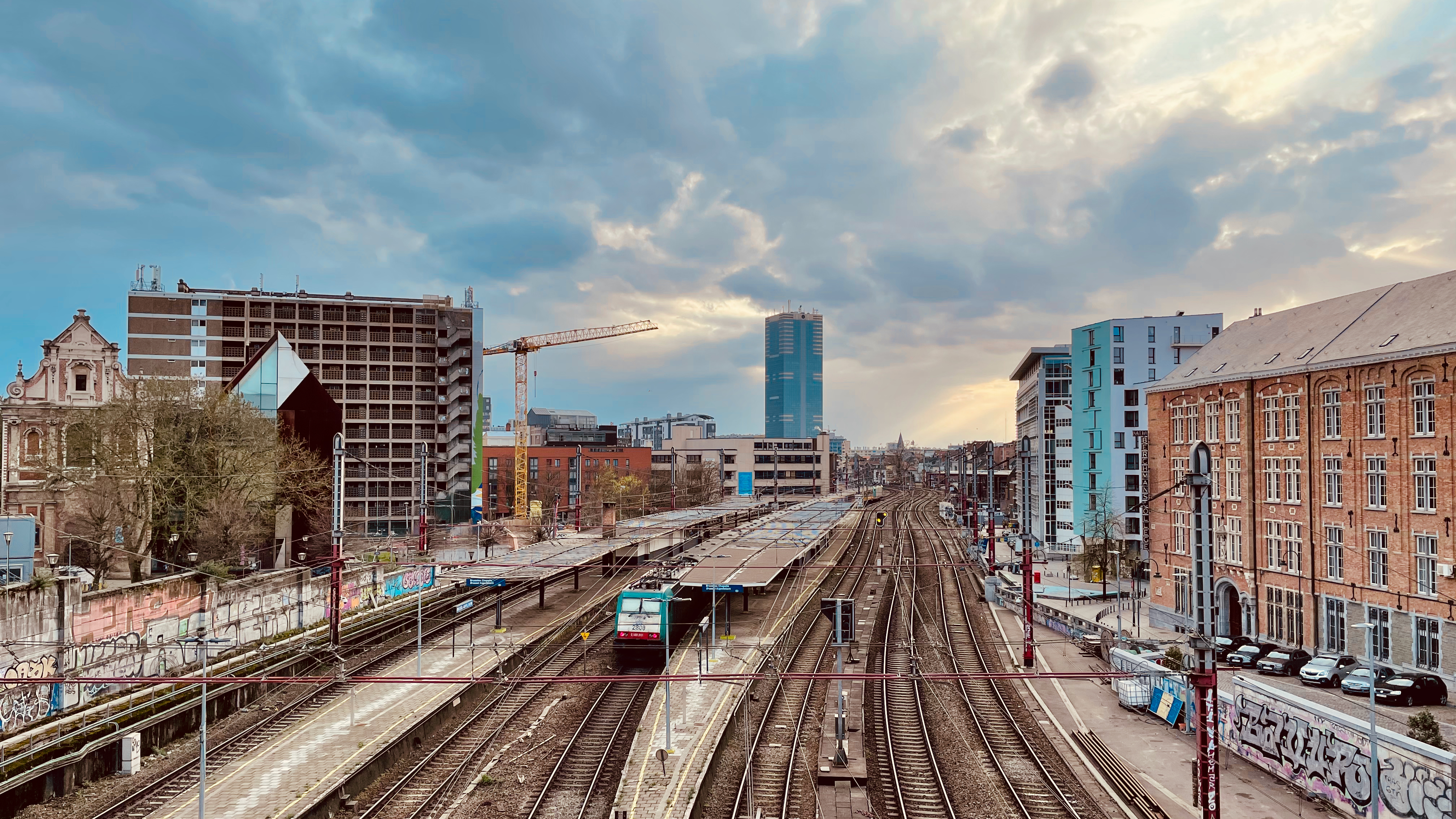
Chapelle
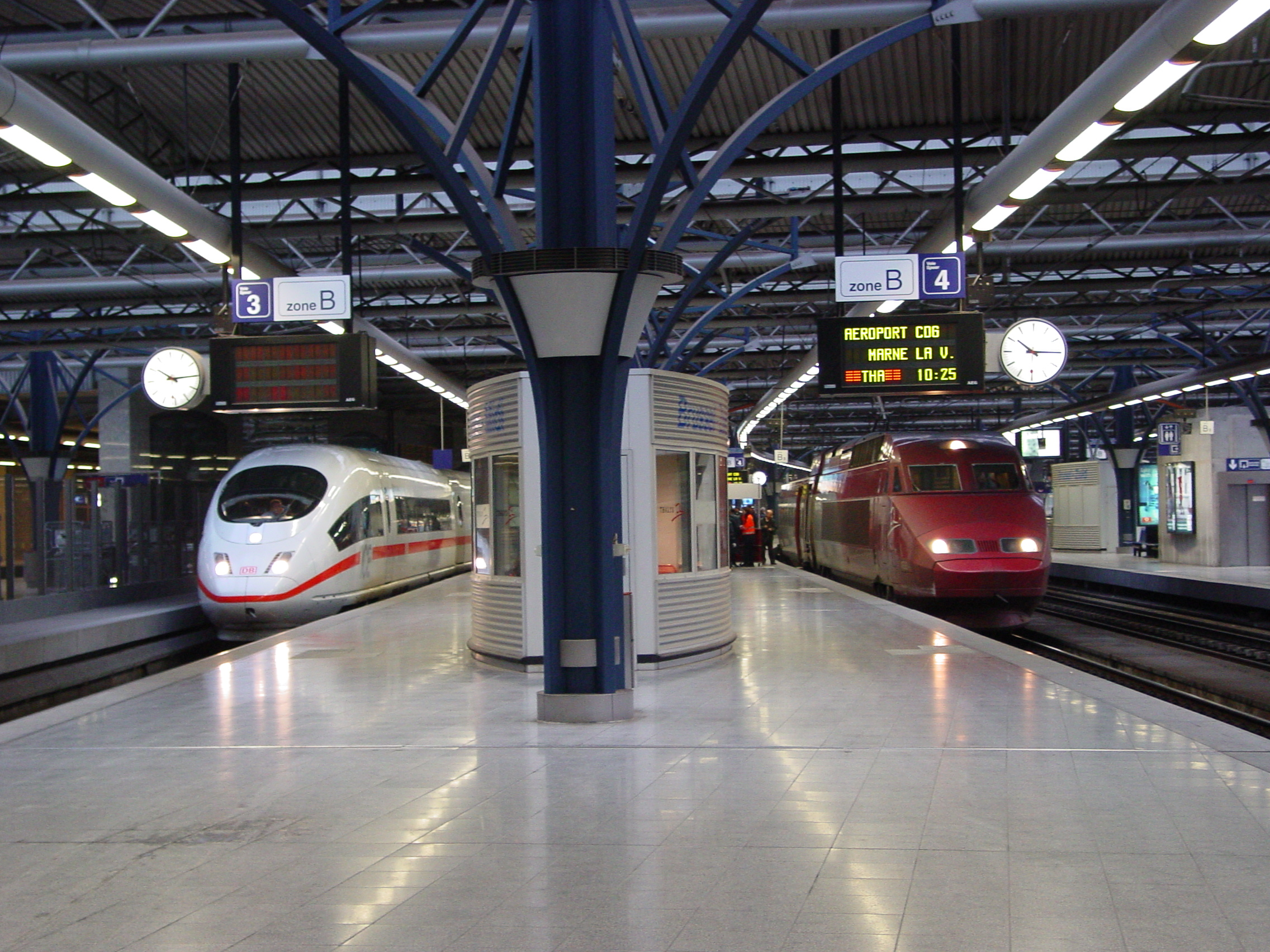
Bryssel Syd
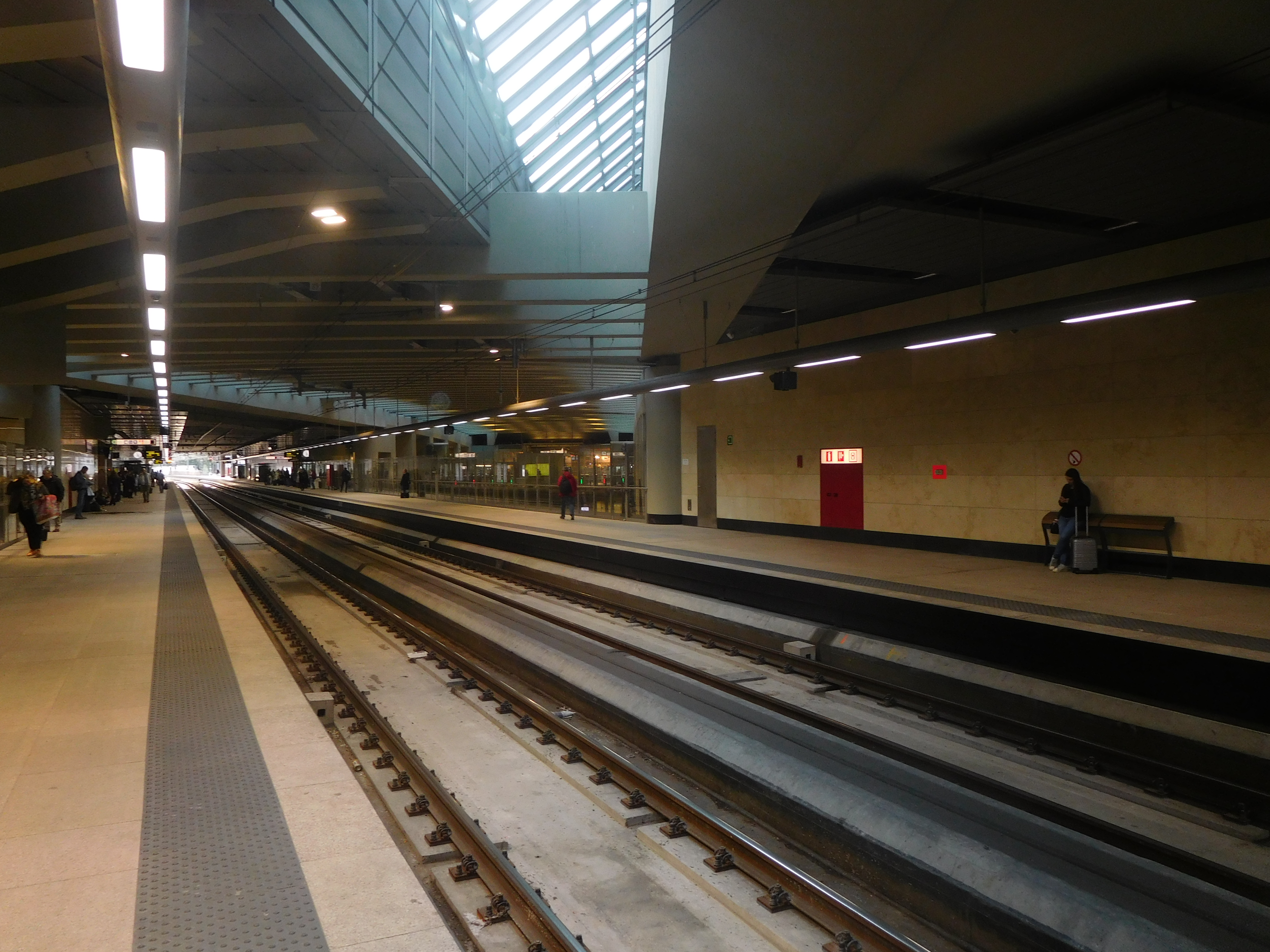
Schuman
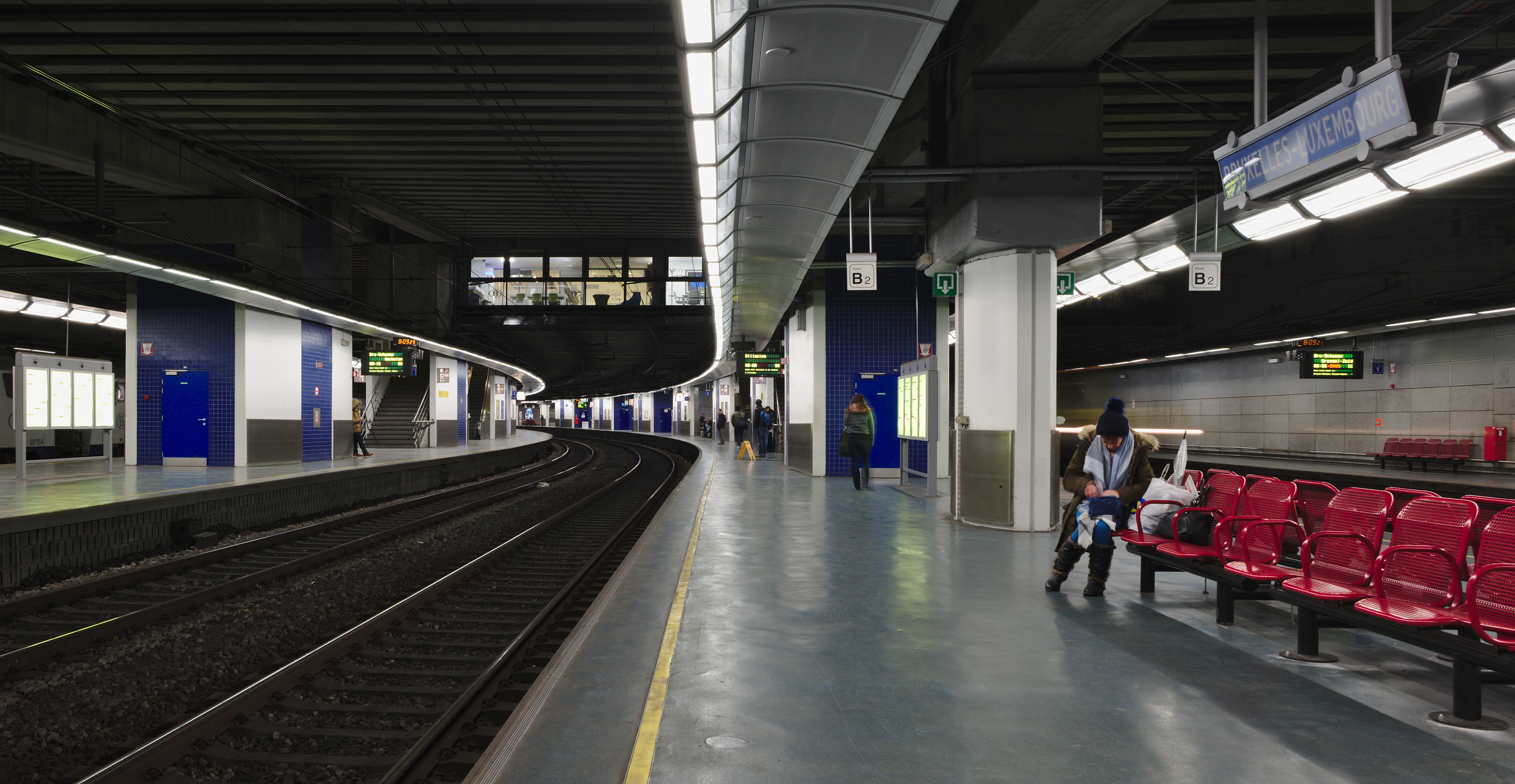
Luxembourg